# دم‌بادبزنی بیسمارک
دم‌بادبزنی بیسمارک (نام علمی: Rhipidura dahli) نام یک گونه از سرده دم‌بادبزنی است.